# Christer ”Kaka” Karlsson
Christer ”Kaka” Karlsson, född 22 juli 1961 i Västerås, är en svensk före detta bandyspelare. Han var Västerås SK:s bäste libero under 1990-talet, då han bland annat vann fyra SM-guld med Västerås och VM-guld 1995 då han var Sveriges äldste VM-debutant.
Han har även spelat i Sirius och Tillberga. Han har efter sin spelarkarriär tränat ungdomslag i Västerås SK. Det senaste var VSK J20 under 2010–2011. Han har även varit aktuell som tränare för VSK:s herr-a-lag men tackat nej.
Christer Karlsson gjorde mål i SM-finalen 1993 mot Boltic då han reducerade till 2–3 precis efter paus. Det var Kakas enda mål för säsongen (i hans 200:e match för Västerås). VSK vände matchen till seger efter att Per Fosshaug avgjort (5–4) i förlängningen.